# Neofabraea
Neofabraea is een geslacht van schimmels uit de familie Dermateaceae. De typesoort is Neofabraea malicorticis.

## Soorten
Volgens Index Fungorum telt het geslacht elf soorten (peildatum november 2023):
| Soortnaam                                     | Auteur(s)                                               | Publicatiejaar |
| --------------------------------------------- | ------------------------------------------------------- | -------------- |
| Neofabraea actinidiae                         | (P.R. Johnst., M.A. Manning & X. Meier) P.R. Johnst.    | 2014           |
| Neofabraea brasiliensis                       | Sanhueza & Bogo                                         | 2015           |
| Neofabraea brunneipila                        | Ekanayaka & K.D. Hyde                                   | 2019           |
| Neofabraea eucalyptorum                       | Crous                                                   | 2020           |
| Neofabraea inaequalis                         | (M. Morelet) Chen Chen, Verkley & Crous                 | 2016           |
| Neofabraea kienholzii                         | (Seifert, Spotts & Lévesque) Spotts, Lévesque & Seifert | 2013           |
| Neofabraea krawtzewii                         | (Petr.) Verkley                                         | 1999           |
| Neofabraea malicorticis (Appelschorsbekertje) | (Cordley) H.S. Jacks.                                   | 1913           |
| Neofabraea perennans                          | Kienholz                                                | 1939           |
| Neofabraea salicina                           | Crous                                                   | 2021           |
| Neofabraea vagabunda                          | (Desm.) Rossman                                         | 2014           |